# Jaboticaba
Jaboticaba là một đô thị thuộc bang Rio Grande do Sul, Brasil. Đô thị này có diện tích 128,053 km², dân số năm 2007 là 4173 người, mật độ 32,59 người/km².